# Franz Schillhuber
Franz Schillhuber (* 28. Mai 1950 in Wolfern) ist ein oberösterreichischer Landwirt und Politiker (ÖVP). Schillhuber war von 1997 bis 2014 Bürgermeister der Gemeinde Wolfern und von 2003 bis 2015 Abgeordneter zum Oberösterreichischen Landtag.

## Ausbildung und Beruf
Schillhuber wuchs mit seinen beiden Schwestern am elterlichen Bauernhof auf, 1954 starb sein Vater bei einem Arbeitsunfall. Schillhuber besuchte zunächst die Volksschule in Wolfern und wechselte danach ins Internat nach St. Anna in Steyr, wo er die Hauptschule absolvierte. Von 1966 bis 1968 besuchte Schillhuber an die landwirtschaftlichen Fachschule in Lambach, 1972 legte er die Meisterprüfung ab.
Schillhuber bildete sich an der „Bauernakademie“ weiter und nahm an der „Bauern- und Unternehmerschulung“ teil. 1978 übernahm Schillhuber den elterlichen Betrieb und betreibt seitdem einen Ackerbaubetrieb mit Saatgutproduktion und Rübenbau.

## Politik
Schillhuber engagierte sich  ab 1968 als Obmann der Landjugend und war Bezirksobmann der Landjugend im Bezirk Steyr Land. Von 1979 bis 1985 fungierte er als Obmannstellvertreter der Jungbauern von Oberösterreich. Schillhuber war zudem Obmann des lokalen Bauernbundes und zog 1985 in den Gemeinderat ein. Am 26. April 1996 wurde Schillhuber zum Bürgermeister der Gemeinde gewählt und übernahm zudem das Amt des ÖVP Parteiobmanns. Im Juni 2014 legte er sein Amt zurück und Karl Mayr wurde als sein Nachfolger als Bürgermeister gewählt.
Ab dem 23.  Oktober 2003 vertrat Schillhuber die ÖVP im Oberösterreichischen Landtag. Er war Mitglied in den Ausschüssen für Finanzen, für allgemeine innere Angelegenheiten sowie für volkswirtschaftliche Angelegenheiten.

## Privates
Schillhuber ist seit 1972 verheiratet und hat zwei Söhne und eine Tochter. 

## Auszeichnungen
- 2016: Goldenes Ehrenzeichen des Landes Oberösterreich[1]